# 勐拉镇
勐拉镇，是中华人民共和国云南省红河哈尼族彝族自治州金平苗族瑶族傣族自治县下辖的一个乡镇级行政单位。
2015年10月27日，云南省人民政府批复同意撤销勐拉乡，设立勐拉镇。

## 行政区划
勐拉镇下辖以下地区：
勐拉村、新勐村、田头村、荞菜坪村、翁当村、老乌寨村、广东村和金平农场村。